# Jákup Frederik Øregaard
Jákup Frederik Øregaard, född 29 juni 1906 i Leirvík, död 6 mars 1980 i Norðragøta, var en färöisk politiker och köpman.
Jákup var Javnaðarflokkurins partiledare mellan åren 1969 och 1972.